# Kollányi Ágoston (rendező, 1913–1988)
Kollányi Ágoston (Esztergom, 1913. november 6. – Budapest, 1988. május 7.) Kossuth-díjas magyar filmrendező.

## Életpályája
Matematika-fizika szakos diplomát szerzett Budapesten a Pázmány Péter Tudományegyetemen 1935-ben. Tisztviselőként dolgozott, majd a Színművészeti Akadémia rendező-szakán tanult. 1945-től reklámgrafikával foglalkozott, 1947-től pedig reklámfilmeket készített. A Híradó és Dokumentumfilmgyár munkatársa lett 1950-ben, ahol népszerű-tudományos oktatófilmeket készített, amelyeknek 1955-től már egyéni látásmódú mestere és klasszikusa lett.
Sokirányú érdeklődése megbízható alapot adott annak az életműnek, amely a népszerű-tudományos műfajban nemcsak a magyar, hanem nemzetközi összehasonlításban is kiemelkedő jelentőségű. A tudomány legfrissebb eredményeinek megbízható és láttató erejű bemutatása jellemzi filmjeit.
1956-ban Cannes-ban díjat nyert a Bölcsők c. filmje. Rövid és tömör szerkesztésű kisfilmeket készített pályájának elején, később játékfilmeket is készített. Filmjeinek túlnyomó részét Vancsa Lajos fényképezte. Állatok közreműködésével is készített játékfilmeket.

## Filmjei
| Év   | Cím                                           | Operatőr                                     | Idő | Méter | Díjak, fesztiválok |
| 1951 | Az anyag szerkezete                           | Barcs Sándor                                 |     | 400   | *Karlovy Vary: A legjobb népszerű tudományos film                                                                                      |
| 1951 | A földfelszín változásai                      | Vancsa Lajos                                 |     | 590   | |
| 1951 | Hegyek mozdulnak                              | Vancsa Lajos                                 |     | 550   | |
| 1953 | Beszélnek a színek                            | Barcs Sándor                                 |     | 620   | |
| 1954 | Az élet nyomában                              | Vancsa Lajos                                 |     | 427   | *1956 Bécs AICS Elismerő oklevél |
| 1954 | Akvárium                                      | Vancsa Lajos                                 |     | 687   | *+ Karlovy Vary: A legjobb nt. film; Cannes: Technikai nagydíj; *1954 Edinburgh; *1956 Montevideo elismerő oklevél AICS                |
| 1954 | Vadak az árban                                | Vancsa Lajos                                 |     | 391   | |
| 1954 | Aggtelek                                      | Vancsa Lajos                                 |     | 662   | |
| 1955 | Kati és a vadmacska                           | Vancsa Lajos                                 |     | 1489  | |
| 1956 | 2000 éves Pécs                                | Vancsa Lajos                                 |     | 480   | *1957 Róma: Elismerő oklevél |
| 1957 | Bölcsők                                       | Vancsa Lajos                                 |     | 600   | Cannes: Technikai nagydíj; Moszkva: Elismerő oklevél AICS                                                                              |
| 1957 | Riport viaszvárosból                          | Vancsa Lajos                                 |     | 350   | Mannheim bemutatás |
| 1957 | Szőnyi István                                 | Purczel Miklós                               |     | 510   | *+1959 Róma: II. díj |
| 1957 | Egy másodperc története                       | Török Vidor                                  |     | 300   | *+1959 Róma: III. díj; *1959 Vancouver                                                                                                 |
| 1957 | Tiszavirág                                    | Barcs Sándor                                 |     | 420   | |
| 1957 | Földünk útitársai                             | Vancsa Lajos                                 |     | 500   | 1959 Róma: AICS oklevél |
| 1958 | Az agyag poétája ( Kovács Margit )            | Vancsa Lajos                                 |     | 465   | *1958 Edinburgh |
| 1958 | Monguzok szigete (jugoszláv -magyar)          | Hildebrand István, Slavko Vukcevic           |     | 550   | *1959 Edinburgh Elismerő oklevél |
| 1958 | Nagyítóval a tenger alatt (jugoszláv -magyar) | Hildebrand István, Slavko Vukcevic           |     | 550   | |
| 1959 | Ragadozó növények                             | Vancsa Lajos                                 |     | 490   | 1960 Bergamo: Különdíj; Cannes: Elismerő oklevél; Edinburgh: oklevél I.M.R.Sz.:Nt. I. díj                                              |
| 1959 | Művek és alkotók                              | Vancsa Lajos                                 |     | 460   | |
| 1959 | Madárdal a kőrengetegben (Lestár Jánossal)    | Szabó László, Vancsa Lajos                   |     | 410   | |
| 1959 | Csillag a holdon                              |                                              |     | 250   | |
| 1960 | Ezüstszálak                                   | Vancsa Lajos                                 |     | 450   | Rabat: AICS oklevél II.M.R.Sz:Nt. I. díj                                                                                               |
| 1960 | Modern kuruzslók                              | Vancsa Lajos                                 |     | 270   | |
| 1960 | Játék az életért                              | Vancsa Lajos                                 |     | 480   | *1961 Mannheim |
| 1961 | Mint cseppben a tenger                        | Vancsa Lajos, Vadász János (mikrofelvételek) |     | 370   | 1962 III. M. R. Sz. II. díj Varsó: AICS oklevél *1962 Edinburgh +1964 Buenos Aires: Ezüstérem                                          |
| 1961 | Mostoha történet                              | Vancsa Lajos                                 |     | 300   | |
| 1961 | Maradjunk a dolgok felszínén                  | Vancsa Lajos                                 |     | 385   | |
| 1962 | Földből és tűzből (Gorka Géza és Lívia)       | Szabó Árpád, Vancsa Lajos                    |     | 350   | |
| 1962 | A százarcú anyag                              | Vancsa Lajos                                 |     | 450   | IV. M.R.Sz: Nt. I. díj |
| 1962 |                                               | Vancsa Lajos                                 |     | 350   | |
| 1963 | Amit adtál: az élet                           | Vancsa Lajos                                 |     | 500   | Vöröskereszt Fesztiválja Cannes: Arany Láng nagydíj                                                                                    |
| 1963 | Ének a vasról                                 | Somló Tamás                                  |     | 320   | Moszkva: Aranydíj; *+1964 Miskolc:SZOT nagydíj                                                                                         |
| 1963 | Szökellő lábak, suhanó szárnyak               | Vancsa Lajos                                 |     | 330   | Athén: AICS oklevél *1968 Mannheim |
| 1964 | Nyári felhők                                  | Vancsa Lajos                                 |     | 320   | |
| 1965 | Örök megújulás                                | Vancsa Lajos                                 |     | 2370  | Lipcse: Ezüstgalamb fődíj; III Miskolc: SZOT Nagydíj és TIT díj; *1967 Montreal AICS Bergamo bemutató; *1971 Vadászati V. K. aranyérem |
| 1966 | Az adriai partvidék tengeri állatvilága       | Vancsa Lajos                                 |     | 805   | |
| 1966 | Töredék                                       | Vancsa Lajos                                 |     | 450   | VIII. Miskolc: operatőri díj; *!Olbia: Bronznyilas                                                                                     |
| 1967 | Hangok a képen                                | Vancsa Lajos                                 |     | 409   | |
| 1967 | Fizika F-dúrban                               | Vancsa Lajos                                 |     | 260   | *1968 Róma: AICS oklevél |
| 1968 | Szintézis Gádor István                        | Tóth János                                   |     | 360   | |
| 1968 | Tej, tejszinek                                | Vancsa Lajos                                 |     | 300   | |
| 1969 | Virág és szekerce                             | Andor Tamás                                  |     | 365   | *1970 Szekszárd különdíj; *1971 Szolnok II. díj                                                                                        |
| 1969 | Mindenki a holdra néz                         | Vancsa Lajos                                 |     | 444   | |
| 1969 | Malangan                                      | Vancsa Lajos                                 |     | 356   | |
| 1970 | Budapest tegnap, ma és holnap                 |                                              |     | 496   | |
| 1970 | A budai vár                                   | Vancsa Lajos                                 |     |       | |
| 1970 | Udvarok                                       | Vancsa Lajos                                 |     | 317   | |
| 1970 | Kelet-Afrika állatvilága                      | Vancsa Lajos                                 |     | 470   | |
| 1970 | Kitárt ajtók                                  | Vancsa Lajos                                 |     | 354   | |
| 1970 | Mozaik aranyháttérrel                         | Vancsa Lajos                                 |     | 359   | *1971 Szolnok II. díj |
| 1971 | Nyitott könyvek                               | Vancsa Lajos                                 |     | 441   | |
| 1971 | Beszélgetés számokról                         | Tiefbrunner László                           |     | 340   | |
| 1972 | Biológiai egyensúly                           | Vancsa Lajos                                 |     | 375   | |
| 1973 | Változatok C és H elemekre                    | Vancsa Lajos                                 |     | 370   | *1976 Bp.-i Műszaki Film különdíj |
| 1973 | Művek és műhelyek (textilesek)                | Vancsa Lajos                                 |     | 360   | |
| 1973 | Művek és műhelyek (ötvösök)                   | Vancsa Lajos                                 |     | 300   | |
| 1974 | A természet geometriája                       | Vancsa Lajos                                 |     | 400   | |
| 1978 | Az állatok válaszolnak                        | Vancsa Lajos                                 |     | 2240  | *1984 Ostrava Poruba |
| 1978 | Színház Győrben                               |                                              |     | 570   | |
| 1979 | Ádámok nyomában                               | Vancsa Lajos                                 |     | 370   | |
| 1982 | Noé bárkái                                    | Vancsa Lajos                                 |     | 2400  | |
| 1983 | Korallország                                  | Dióssi Ferenc                                |     | 310   | |
| 1984 | Álmodik az állatkert                          | Vancsa Lajos                                 |     | 2150  | |
| 1985 | Musica prehumana                              | Zöldi István                                 |     | 420   | *1986 Leningrád: AICS oklevél; *1986 Ostrava Poruba                                                                                    |
| 1987 | Madarak emberközelben                         | Kósi Tamás                                   |     | 490   | |
| 1987 | Ünnep Esztergomban                            | Enyedi Lajos, Fehéri Tamás, Kósi Tamás       |     | 509   | |

## Díjai
- Kossuth-díj (1958)
- Érdemes művész (1965)
- Kiváló művész (1972)